# Toco
Toco és una població dels Estats Units a l'estat de Texas. Segons el cens del 2000 tenia 89 habitants.

## Demografia
Segons el cens del 2000, Toco tenia 89 habitants, 34 habitatges, i 26 famílies. La densitat de població era de 202,1 habitants per km².
Dels 34 habitatges en un 23,5% hi vivien nens de menys de 18 anys, en un 50% hi vivien parelles casades, en un 20,6% dones solteres, i en un 23,5% no eren unitats familiars. En el 23,5% dels habitatges hi vivien persones soles l'11,8% de les quals corresponia a persones de 65 anys o més que vivien soles. El nombre mitjà de persones vivint en cada habitatge era de 2,62 i el nombre mitjà de persones que vivien en cada família era de 3.
Per edats la població es repartia de la següent manera: un 28,1% tenia menys de 18 anys, un 6,7% entre 18 i 24, un 20,2% entre 25 i 44, un 29,2% de 45 a 60 i un 15,7% 65 anys o més.
L'edat mediana era de 43 anys. Per cada 100 dones de 18 o més anys hi havia 77,8 homes.
La renda mediana per habitatge era de 16.250 $ i la renda mediana per família de 18.333 $. Els homes tenien una renda mediana de 27.500 $ mentre que les dones 26.250 $. La renda per capita de la població era de 8.099 $. Aproximadament el 50% de les famílies i el 56% de la població estaven per davall del llindar de pobresa.

## Poblacions més properes
El següent diagrama mostra les poblacions més properes.